# Ana Cecilia Dinerstein
Ana Cecilia Dinerstein   (Buenos Aires, segle XX) és una sociòloga argentina i professora a la Universitat de Bath. És experta en teoria crítica i sociologia política, i és coneguda pel seu treball al voltant dels moviments socials a Amèrica Llatina i el camp de recerca que ha anomenat «política global de l'esperança». És una de una de les principals contribuents al corrent de pensament del marxisme obert.